# 1779 год в архитектуре
В 1779 году:
- Завершено строительство Воронежского дворца в Воронеже
- Была заложена Базилика-да-Эштрела в Лиссабоне

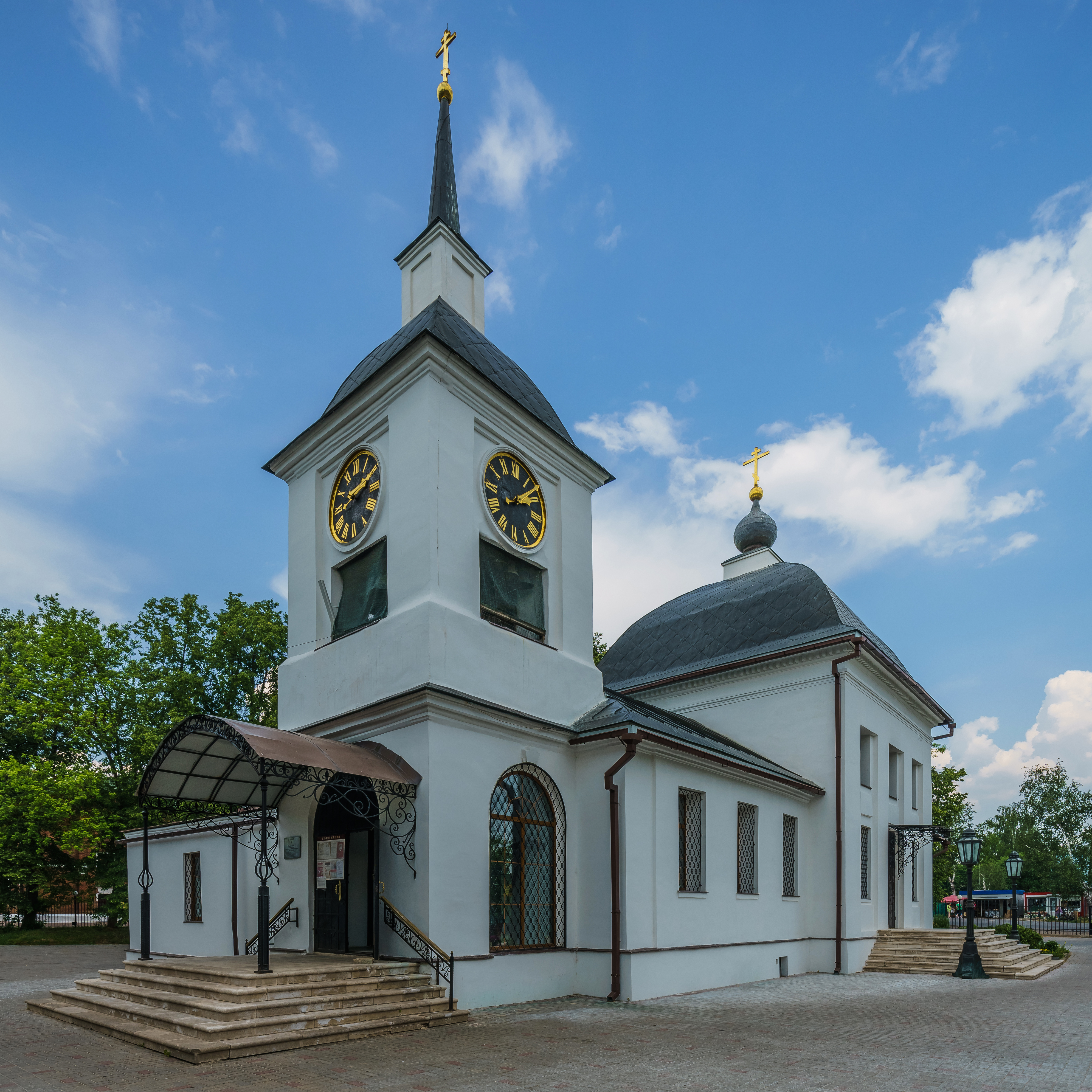
Храм Успения Пресвятой Богородицы в Александрово-Щапове

- Храм Успения Пресвятой Богородицы в Александрово-ЩаповеЗавершено строительство Покровской церкви в Торопце
- Завершилось строительство  церкви Святого Николая в Геранёнах
- Построена церковь Никиты Мученика в Поречье-рыбном
- Начато строительство усадьбы Святск в селе Святск
- Закончилось строительство храма Николая Чудотворца в Калуге
- Завершилось строительство Китайского театра в Царском селе
- Построен храм Рождества Христова в селе Пономарево
- Завершилось строительство лютеранской церкви Святой Анны в Санкт-Петербурге
- Был построен Музей Фридерицианум в Касселе
- Закончилось строительство Монтжуикской крепости в Барселоне
- Была построена Церковь Троицы Живоначальной в Усть-Ниницком
- Окончено строительство Капитолия штата Мэриленд в Анаполисе
- Построен Храм Успения Пресвятой Богородицы в Москве
- Завершилось строительство Мышлевицкого дворца в Варщаве
- Построена Успенская церковь в Бусяже